# Andrés Luis García Jasso

Wappen von Andrés Luis García Jasso

Andrés Luis García Jasso (* 16. September 1973 in Nuevo Laredo) ist ein mexikanischer römisch-katholischer Geistlicher und Weihbischof in Mexiko-Stadt.

## Leben
Andrés Luis García Jasso erwarb zunächst einen Abschluss in Buchhaltung an der Universidad Autónoma de Tamaulipas. Als Mitglied des Neokatechumenalen Wegs absolvierte er die Priesterausbildung am Priesterseminar Redemptoris Mater in Mexiko-Stadt und empfing am 5. Mai 2007 in der Basilika Unserer Lieben Frau von Guadalupe die Priesterweihe für das Erzbistum Mexiko.
Von 2007 bis 2010 studierte er an der Universität Salamanca Kanonisches Recht und erwarb in diesem Fach das Lizenziat. Anschließend war er bis 2013 in der Pfarrseelsorge und zeitgleich am Kirchengericht des Erzbistums Mexiko als Notar und Vizeoffizial tätig. Seit 2013 war er Offizial und Präsident des Metropolitangerichts. Seit 2012 war er Dozent für Kanonisches Recht an der Universidad Católica Lumen Gentium in Kolumbien. Von 2014 bis 2020 gehörte er der Kommission für den Schutz Minderjähriger an. Seit 2017 war er zudem Vizerektor des Priesterseminars Redemptoris Mater.
Papst Franziskus ernannte ihn am 3. Juli 2021 zum Titularbischof von Tipasa in Numidia und zum Weihbischof in Mexiko. Der Erzbischof von Mexiko, Carlos Kardinal Aguiar Retes, spendete ihm am 24. August desselben Jahres die Bischofsweihe. Mitkonsekratoren waren der Apostolische Nuntius in Mexiko, Erzbischof Franco Coppola, und der Bischof von Texcoco, Juan Manuel Mancilla Sánchez.